# Eupleres
Eupleres là một chi gồm hai loài động vật có vú euplerid giống cầy mangut, là loài bản địa tại Madagascar. Chúng chủ yếu sống trên cạn và ăn thịt động vật không xương sống.

## Loài
- Falanouc miền đông, Eupleres goudotii - rừng ẩm thấp ở phía đông Madagascar
- Falanouc miền tây, Eupleres lớn - các khu vực xeric ở tây bắc Madagascar [1]

## Tình trạng bảo tồn
Sách đỏ IUCN liệt kê E. goudotii là loài sắp nguy cấp, trong khi E. major được đánh giá là loài nguy cấp .